# Басыров, Марат Ринатович
Марат Ринатович Басыров (1966, Уфа, СССР — 8 сентября 2016 Санкт-Петербург) — российский писатель, прозаик. Финалист литературной премии Национальный бестселлер (2014). 

## Биография
Родился в 1966 году в городе Уфе в Башкирской АССР. После завершения школы ушёл служить в армию, а затем, демобилизовавшись, перебрался в Санкт-Петербург. Поступил и успешно завершил обучение в Технологическом институте имени Ленсовета. 
Марат Ринатович трудился электромехаником, строителем, а также выполнял работы на киностудии — был осветителем. Всё свободное время он занимался литературным творчеством, сочинял рассказы, которые публиковались в журналах «Аврора», «Дружба народов», «Florida Russian Magazine», «Вавилон» и других. В 2004 году Басыров издал первую свою книгу, которая получила название «Чемпионат». 
Из наиболее значимых литературных трудов в дальнейшем можно выделить: «Изолофобия» (в соавторстве с Оксаной Бутузовой); «Печатная машина» (шорт-лист «Национального бестселлера»); «ЖеЗеЭл» (автобиографический роман); «Второе пришествие» (сборник «Русские женщины»).  
В 2015 году вместе с Даниэлем Орловым Басыров стал основателем литературного объединения «Ленинградское дело», куда чуть позже вошли Валерий Былинский, Игорь Шнуренко, Дмитрий Филиппов и многие другие известные писатели северной столицы.
Проживал в Санкт-Петербурге. Умер 8 сентября 2016 года после сложной операции на сердце в одной из больниц города. Был женат, воспитывал двоих детей.

## Награды и премии
- 2014 ― Национальный бестселлер (финалист, роман «Печатная машина»)